# Mario Ciamberlini
Mario Ciamberlini (Sanremo, 17 gennaio 1900 – Genova, 13 marzo 1977) è stato un arbitro di calcio italiano.

## Biografia
Nato da famiglia marchigiana trasferitasi a Sanremo, si trasferì da ragazzo ad Ancona, dove iniziò a giocare al calcio nel 1918 nell'Anconitana come mezz'ala.
Giocò come tesserato per l'Anconitana il campionato U.L.I.C. marchigiano nella stagione 1920-1921 e il 1921-1922 in Prima Divisione C.C.I. Nelle finali del 1924-1925 aveva visto giocare ad Ancona nella partita Anconitana-Lazio il grande Fulvio Bernardini.
Rimase tanto colpito da Bernardini che decise di smettere di giocare e prendere la tessera di arbitro.

## Arbitro

Mario Ciamberlini (a sinistra come guardalinee) in terna con Levrero e Gianelli nel 1934.

Iniziò ad arbitrare nel 1925 come "aspirante arbitro".
Diventò arbitro effettivo nel 1926 a Genova dove nel frattempo si era trasferito.
Nel 1927 il C.I.T.A. lo mise fra gli arbitri a disposizione per le gare di Prima e Seconda Divisione e poi lo fece esordire in Divisione Nazionale 1928-1929 nella partita Torino-Legnano (2-0) del 1º novembre 1928.
La stagione successiva fu tra gli arbitri della neonata serie A, in cui diresse 143 incontri.
Esordì in serie A il 24 novembre 1929, arbitrando la gara Alessandria-Brescia. Diresse il suo ultimo incontro, Roma-Modena, il 14 giugno 1942.
Nel 1941 fu insignito del Premio Giovanni Mauro come miglior arbitro italiano della stagione.
Pose termine alla sua carriera arbitrale nel 1946, e iniziò l'attività di "commissario di campo" e "commissario speciale". Fu anche "ispettore federale" della F.I.G.C..
Fu membro attivo del direttivo della Sezione AIA di Genova; per molti anni fu consigliere e commissario d'esame per aspiranti arbitri.
Per le sue benemerenze sportive venne insignito dell'onorificenza di "Decano dello Sport" dal Panathlon di Genova nel 1970 e successivamente ricevette la Stella d'Argento deI C.O.N.I. al merito sportivo.